# Грибелшид
Грибелшид (њем. Griebelschied) општина је у њемачкој савезној држави Рајна-Палатинат. Једно је од 96 општинских средишта округа Биркенфелд. Према процјени из 2010. у општини је живјело 196 становника. Посједује регионалну шифру (AGS) 7134032.

## Географски и демографски подаци
Грибелшид се налази у савезној држави Рајна-Палатинат у округу Биркенфелд. Општина се налази на надморској висини од 397 метара. Површина општине износи 4,2 km². У самом мјесту је, према процјени из 2010. године, живјело 196 становника. Просјечна густина становништва износи 47 становника/km².